# 願成寺 (徳島市)
願成寺（がんじょうじ）は、徳島県徳島市に位置する真言宗御室派の寺院である。山号は天徳山。本尊は不動明王。
徳島二十四ヶ所地蔵霊場10番札所。徳島七福神霊場・大黒天。

## 歴史
境内の入口に大黒堂が建ち、本堂左堂にも大黒を祀ると云う。本尊は不動明王であると云い仁王門の次にも石の不動明王が立つ。
願成寺が位置する寺町一帯は桜の名所で、この願成寺もたくさんの桜が植えられており夜になると桜がライトアップされる。

## 交通
- JR「徳島駅」から徒歩で約10分。
- 徳島自動車道「徳島インターチェンジ」から車で約10分。